# Tarmachirin
Tarmachirin, dix-septième khan de la dynastie des Djaghataïdes, il succéda à son frère Duwa Temür et régna de 1326 à 1334.

## Biographie
En 1327, il reprend une grandes expéditions de pillage en Inde et ravage le Pendjab, mais sans véritable succès.
Né bouddhiste (son nom vient du sanskrit dharmaćārin : qui observe la loi), il se convertit à l'islam, ce qui provoqua en 1334 sa déposition et son exécution.
Le khanat de Djaghataï se scinda entre la Transoxiane musulmane à l'ouest et le Mogholistan (pays des Mongols) bouddhiste à l'est. 
Son neveu Buzan, fils de Duwa Temür, fut son éphémère successeur en 1334.